# Legally Blondes
Legally Blondes (conocida como Unas rubias muy legales en España, Legalmente Rubias en México y Legalmente Rubia 3 en algunos países de Hispanoamérica) es una película generalmente considerada como la secuela de Legalmente Rubia 2.
La película se considera como un spin-off, debido a que trata de dos familiares de la protagonista, Elle Woods. Reese Witherspoon, quien interpretó a Woods en Legally Blonde y en su secuela, fue la productora de esta tercera parte.
El film no pasó por las salas de cine y fue puesto directamente en alquiler en mayo de 2009 y a la venta en junio del mismo año.

## Sinopsis
Dos hermanas gemelas, llamadas Izzy y Annie, que son las dos primas de Elle Woods, se mudan a California y enseguida se adaptan a su nueva vida, hasta que descubren que en su colegio no hay pruebas de popularidad ni uniformes elegantes como en su antigua escuela. Las cosas empeoran cuando el grupo más poderoso del colegio se pone en contra de las dos hermanas y las trata de implicar en un crimen, por lo que Izzy y Annie harán lo posible para limpiar sus nombres.

## Reparto
- Camilla Rosso como Annabelle "Annie" Woods.
- Rebecca Rosso como Isabelle "Izzy" Woods.
- Lisa Banes como Directora Higgins.
- Christopher Cousins como Richard Woods
- Brittany Curran como Tiffany Donohugh.
- Curtis Amstrong como Gary Golden
- Rose Abdoo como Sylvia.
- Bobby Campo como Christopher "Chris" López.
- Chad Broskey como Justin Whitley.
- Chloe Bridges como Ashley Meadows.
- Amy Hill como Sra. Chang
- Kunal Sharma como Vivek.
- Christoph Sanders como Brad.
- Tanya Chisholm como Marciem.
- Teo Olivares como Rainbow.